# Motortreffen
Een motortreffen is een bijeenkomst van motorrijders, meestal gedurende een weekeinde.
Een motortreffen wordt vaak georganiseerd door een motorclub voor bepaalde groepen motorrijders, zoals mensen met dezelfde typen of merken motorfietsen of zijspanrijders. En niet alleen in de zomer: de bekendste: het Elefantentreffen en de Dragon Rally worden in het hartje van de winter gehouden. Een ander groot motortreffen is de Daytona Bike Week.
Er zijn ook motortreffens voor zijspanrijders (zie: Zijspantreffen).
| Grote publieke belangstelling bij een rit met gehandicapten als onderdeel van het Bambitreffen in Weert |
| Voorbereiding van een motortreffen: koeienvlaaien bedekken met zaagsel op de kampeerplaats              |
| Koffiebar bij een motortreffen. Er staat ook nog een andere...                                          |

## Thema
Een motortreffen is vaak opgehangen aan een "thema". Dit kan bijvoorbeeld een toertocht met gehandicapten zijn. Ook kan het thema een bepaald merk of type motorfiets zijn, waarbij "zondaars" met de verkeerde motorfiets meestal toch binnen mogen. 

### Harley-Davidsontreffens
Een uitzondering hierop geldt bijvoorbeeld bij bepaalde Harley-Davidsontreffens. Bij een Harley-Davidsontreffen is het meestal gebruikelijk de "zondaars" met het 'verkeerde merk' bij de ingang al direct door te sturen naar, een speciaal voor hun gereserveerde parkeerplaats, gekscherend weleens het 'Jappenkamp' genoemd. Deze parkeerplaats ligt dan meestal ook iets achteraf.
Meestal staat op de flyer, uitnodiging of aankondiging van een Harley-Davidsontreffen al zoiets als "Harley, Buell and Indian only" vermeld, hetgeen al duidelijk maakt dat op het terrein zelf alleen maar Amerikaanse motoren worden toegestaan.
Op grote motortreffens, zoals de jaarlijkse European Bike Week, die door de 'Harley-Davidson Company' wordt georganiseerd zijn alle motormerken welkom, aangezien Harley-Davidson hierdoor nieuwe klanten hoopt te winnen. In de praktijk blijkt vaak dat 95% van de bezoekers een Harley-Davidson rijden.
Tot voor kort was het heel gebruikelijk dat op een Harley-Davidsonmotortreffen de politie een oogje dichtkneep, als het om zaken als burn-outs, alcohol promillage of goedgekeurde helm ging. Zelfs het rijden in de omgeving zonder helm werd oogluikend toegestaan. Tegenwoordig is echter door het 'zero-tolerance' beleid nog maar weinig toegestaan, en worden er zelfs bekeuringen geschreven voor het overschrijden van de maximale toegestane geluidsnorm. Een groot deel van alle Harley's op de weg zijn echter voorzien van 'Aftermarket' uitlaten, welke niet altijd 'EC' gekeurd zijn.
Veel Harley-Davidsontreffens bevinden zich daarom, dan ook vaak in het buitenland op soms iets afgelegen plaatsen, waarbij door velen een rit van meer dan 1000 km niet wordt geschuwd om met gelijkgezinden toch een leuk feestje te kunnen vieren, waar men nog enigszins ongestoord z'n gang kan gaan.
Door veel berijders van Japanse (custom) motorfietsen worden motortreffens, georganiseerd door Harley-Davidson of aanverwante clubs, vaak ten onrechte gemeden. Meestal wordt dit veroorzaakt door sterke verhalen over Japanse motorfietsen 'die in het kampvuur worden gegooid of aan bomen worden opgehangen'. Verder voelen buitenstaanders zich vaak ook niet op hun gemak in dit wereldje van lange haren, baarden, tatoeages, colors, leer en ruig volk. In de praktijk is de sfeer echter heel gemoedelijk, worden 'buitenstaanders' en 'wannabees' getolereerd, en heeft men van niemand last, mits men zich aan bepaalde 'spelregels' houdt.

## Organisatie

### Regelgeving, cursussen en vergunningen
Zoals alle evenementen is de organisatie van een motortreffen aan regels gebonden: bar- en keukenmedewerkers moeten over certificaten beschikken (Verklaring Sociale Hygiëne en Verantwoord Alcohol Schenken) en zijn aan een minimumleeftijd gebonden. Het evenement is onderworpen aan toezicht door de Brandweer en de Nederlandse Voedsel- en Warenautoriteit. Verkeersregelaars moeten gecertificeerd zijn. Bovendien moeten uiteraard vergunningen worden aangevraagd bij de gemeente.

### Taakverdeling
Bij een groot motortreffen is een goede taakverdeling van leden van de organisatie (meestal leden van een motorclub aangevuld met vrijwilligers) van groot belang. Te denken is aan bijvoorbeeld:

### Activiteiten
Veelal worden er activiteiten georganiseerd zoals zaklopen, krukas gooien, touwtrekken (tegen andere clubs), dans en muziek.

### Prijzen/trofeeën
Er worden originele prijzen uitgereikt voor bijvoorbeeld:
- verst komende deelnemer
- deelnemer met de oudste motorfiets
- deelnemer met een motor met de kleinste cilinderinhoud
- de oudste deelnemer

### Eindverantwoordelijke
Deze persoon verzamelt alle plannen van de overige (sub)groepen, zoals bijvoorbeeld draaiboeken, werkroosters, contactpersonenlijsten, vergunningaanvragen, bestellingen (drank, voeding, te verkopen souvenirs, zoals badges, penningen, stickers etc.), inschrijflijsten enz. Vaak is hij ook degene die de vergunningen aanvraagt. Na afloop leidt hij de evaluatievergadering en voorafgaande aan het volgende motortreffen de voorbesprekingen. Ook draagt hij zorg voor de contacten met de Politie, zeker als deze nodig is voor de begeleiding van een eventuele toertocht.

### Werkgroepen
Een aantal werkgroepen, onder leiding van één of meer personen, die elk hun eigen werkgebied hebben. Te denken is hierbij aan:
Veiligheid
Een werkgroep die toeziet op de rust en orde tijdens het motortreffen, met name in de nachtelijke uren. Raadzaam is om altijd minstens één professionele beveiliger bij de hand te hebben. 
Inschrijving
Deze groep kan de (voor)inschrijving regelen en tijdens het motortreffen de ingang bemannen. 
Verkoop
Verkoop van souvenirs, zoals stickers, jaarhangers, badges, shirts, maar wellicht ook penningen voor de verkoop van drank en snacks
Logistiek
Inkoop van drank en voeding, maar ook het op peil houden van de voorraad tijdens het motortreffen. Bovendien kan deze groep verantwoordelijk zijn voor de inhuur van materialen, zoals feesttent(en), mobiele toiletten enz. 
Techniek
Een aantal mensen die zorgt dat de techniek (met name de stroomvoorziening) blijft werken. Hierbij is bijvoorbeeld ook te denken aan het aftanken van aggregaten.
Public Relations en begeleiding gasten
Vaak wordt een motortreffen ook bezocht door vertegenwoordigers van het gemeentebestuur, lokale pers etc. Eén of twee personen zorgen voor de begeleiding van deze mensen. Deze werkgroep zorgt ook voor de berichtgeving in bijvoorbeeld motorbladen en internetfora. Ook de begeleiding en verzorging van een ingehuurde band kan onder hun verantwoordelijkheid vallen.
Bar, keuken en barbecue
Een groep die zorg draagt voor de verkoop van drank en eten.
Opbouwen en opruimen
De voorbereiding van een motortreffen vergt veel werk. Het treffenterrein moet voorbereid worden, zoals bijvoorbeeld het opruimen of afdekken van koeienvlaaien in een kampeerweide, aanleggen van waterleidingen, opbouwen van toiletgelegenheden, plaatsen van de kassa's, opbouwen van bar, keuken en feesttent, ophangen van feestverlichting en eventueel het opbouwen van een podium. En na afloop moet alles uiteraard worden opgeruimd.
Verkeersregelaars en persrijders
Als er tijdens een motortreffen een toertocht wordt georganiseerd (bijvoorbeeld een gehandicaptenrit met de aanwezige zijspannen en/of trikes) zal er zeker niet genoeg politiebegeleiding zijn. Daarom is er een groep verkeersregelaars nodig. De leiding van deze werkgroep zorgt dat alle verkeersregelaars op tijd hun cursussen volgen en op de hoogte worden gebracht over het verloop van de toerrit en de route. Mogelijk bereidt deze werkgroep de route ook zelf voor, inclusief het aanvragen van vergunningen bij gemeentes die aangedaan worden. Als de (lokale) pers verslag wil doen tijdens de toerrit kan de organisatie hiervoor motorrijders ter beschikking stellen. Ook zij worden gebrieft en verkennen de route.
Geneeskundige verzorging
In het algemeen wordt een EHBO-vereniging of het Rode Kruis ingeschakeld om gedurende het hele evenement zorg te dragen voor de elementaire hulpverlening. Daarnaast is het raadzaam binnen de organisatie een aantal EHBO'ers en/of gediplomeerde bedrijfshulperleners te hebben.
Redactie programmaboekje
Een programmaboekje biedt ruimte om aan de deelnemers het reglement kenbaar te maken, maar telefoonnummers en adressen van bijvoorbeeld huisartsenposten, ziekenhuizen, politie, brandweer, taxibedrijven etc. Bovendien kunnen er advertenties in gezet worden, wat weer een (kleine) bijdrage aan de kas van de organiserende vereniging oplevert.
In het algemeen kunnen dezelfde mensen in meerdere werkgroepen werken, omdat niet alle activiteiten gelijktijdig plaatsvinden.